# The Altar Stairs
Pour plus de détails, voir Fiche technique et Distribution.
The Altar Stairs est un film américain réalisé par Lambert Hillyer, sorti en 1922.

## Synopsis
Rod McLean, un négociant des mers du Sud, sauve Tony Heritage de quelques indigènes. Tony le remercie mais lui vole tout son argent et en s'enfuit ensuite en France. Là-bas, il épouse Joie, la fille du capitaine Jean Malet qui doit prendre un poste dans les mers du Sud. Lorsque l'officier apprend les méfaits passés de Tony, il répudie le mariage de sa fille et emmène Joie avec lui. Tony s'y retrouve et le capitaine Malet, pour l'éloigner de Joie, lui confie un poste pour aider Rod McLean à établir un nouveau comptoir sur une autre île. Rod est tombé amoureux de Joie mais après avoir découvert qu'elle est mariée, bien qu'il ne sache pas à qui, il la rejette comme un simple flirt.
De retour au nouveau poste, Rod découvre que Tony a soûlé les indigènes et qu'ils sont en train de brûler la chapelle de l'île. Il découvre que Tony est le mari de Joie mais le pasteur l'empêche de le tuer. Tony utilise le canot de Rod pour s'échapper vers un bateau à vapeur mais Rod le poursuit, suivi par le pasteur qui veut empêcher tout meurtre d'être commit, tandis que Joie reste derrière et attend le dénouement du film sur l'île principale.

## Fiche technique
- Titre : The Altar Stairs
- Réalisation : Lambert Hillyer
- Scénario : G. B. Lancaster, George Hively et Doris Schroeder
- Photographie : Dwight Warren
- Pays d'origine : États-Unis
- Format : Noir et blanc - 1,33:1 - Film muet
- Genre : drame
- Date de sortie : 1922

## Distribution
- Frank Mayo : Rod McLean
- Louise Lorraine : Joie Malet
- Lawrence Hughes : Tony Heritage
- Joseph Jiquel Lanoë : Capitaine Jean Malet
- Harry De Vere : Blundell
- Hugh Thompson : John Strickland
- Boris Karloff : Hugo
- Dagmar Godowsky : Parete